# Temu (piattaforma e-commerce)
Temu è una piattaforma di e-commerce gestita dalla società cinese PDD Holdings, proprietaria di Pinduoduo. Attiva a livello globale, Temu mette in contatto diretto i consumatori con produttori e venditori, offrendo un'ampia varietà di prodotti a prezzi competitivi. Recentemente ha introdotto un modello di vendita "local-to-local", che consente transazioni dirette tra venditori e acquirenti all'interno dello stesso Paese, tra cui Italia, Spagna, Stati Uniti e Germania.

## Storia
La stessa PDD Holdings possiede anche Pinduoduo, piattaforma gemella a Temu e diffusa in Cina. PDD Holdings è stata inizialmente registrata nelle Isole Cayman prima che la sua sede legale venisse trasferita a Dublino nel 2023.
La piattaforma è divenuta operativa per la prima volta negli Stati Uniti nel settembre 2022, diventando l'app più scaricata negli Stati Uniti.
Nel febbraio 2023, Temu è stato lanciato in Canada; nello stesso mese, la società ha mandato in onda uno spot pubblicitario durante il Super Bowl. Nel marzo di quell'anno Temu è stato rilasciato in Australia e Nuova Zelanda, mentre nel mese successivo il lancio ha coinvolto parte dell'Europa (Francia, Germania, Italia, Paesi Bassi, Spagna e Regno Unito). L'espansione della piattaforma ha coinvolto gradualmente anche il mercato latinoamericano. Il 17 gennaio 2024, Temu è stato lanciato ufficialmente in Sud Africa, il 49º paese in cui è entrato dal suo lancio nel settembre 2022.
Nel novembre 2023, Temu ha collaborato con l'agenzia di sicurezza informatica HackerOne offrendo un programma di bug bounty finalizzato a premiare i white hat (ovvero hacker che operano seguendo principi etici) per aver scoperto e segnalato con successo i punti vulnerabili del sistema di sicurezza.
Nel febbraio 2024, diversi annunci pubblicitari di Temu sono stati mandati in onda durante il Super Bowl, offrendo omaggi per 15 milioni di dollari. Come risultato, l'azienda ha registrato un picco nelle ricerche del proprio nome e nelle visite al sito.

### Premi e riconoscimenti
Nel febbraio 2025, Temu è stata riconosciuta tra le prime 10 piattaforme di e-commerce in Italia agli Ecommerce Italia Awards 2025, un’iniziativa basata sulla classifica ecommerce mensile elaborata da Casaleggio Associati. L’analisi ha coinvolto oltre 14.000 aziende digitali operanti in 17 settori merceologici, premiando le realtà più innovative e rilevanti del panorama e-commerce nazionale.
Temu ha ricevuto riconoscimenti in tre categorie principali:
- Top 10 Ecommerce 2025
- Top 10 Leader di Settore 2025
- Top 10 Innovazione 2025

Questi premi hanno valorizzato la capacità della piattaforma di coniugare innovazione tecnologica, accessibilità dei prezzi e attenzione al consumatore, elementi chiave del modello di vendita diretta dal produttore al cliente finale.
Nel 2024, Apple ha classificato Temu come l'app più popolare per iPhone in 24 dei 30 mercati in cui ha pubblicato classifiche localizzate. Inoltre, secondo il rapporto State of Mobile 2025 di Sensor Tower, Temu è stata l’app di shopping più scaricata al mondo nel 2024.
Questi riconoscimenti si inseriscono in un contesto di rapida crescita della piattaforma in Italia: secondo il rapporto AGCOM relativo al quarto trimestre 2024, Temu ha raggiunto 14,82 milioni di utenti in Italia a settembre 2024, posizionandosi come la terza piattaforma di e-commerce per numero di utenti in Italia.

### Cause legali con Shein
Nel dicembre 2022, Temu è stato citato in giudizio dalla società rivale Shein, sostenendo che Temu avrebbe arruolato degli influencer "per fare dichiarazioni false e ingannevoli" su Shein al fine di promuovere i propri prodotti. A sua volta, nel luglio 2023 Temu ha citato in giudizio Shein, sostenendo che quest'ultima era "impegnata in una campagna di minacce, intimidazioni, false accuse di violazione e tentativi di imporre multe punitive infondate" sui produttori di abbigliamento che riteneva lavorassero con Temu. Il 31 luglio 2023 Shein ha ottenuto un'ordinanza restrittiva temporanea contro Temu in un caso diverso, sostenendo che la società avesse utilizzato le immagini protette da copyright di Shein nelle schede dei propri prodotti. Più tardi, in agosto, Shein ha depositato un'ingiunzione contro Temu presso l'Alta Corte di Londra, sostenendo che la società avrebbe "identificato migliaia di casi" in cui i venditori di Temu avrebbero copiato le foto delle inserzioni di Shein. Quest'ultima ha richiesto la rimozione di tutti i post contenenti violazioni e un risarcimento di almeno 100.000 sterline.
Il 18 luglio 2023, Temu ha intentato una causa federale, accusando Shein di violare le leggi antitrust statunitensi. Temu nell'accusa ha dichiarato che dal 2022 Shein possiederebbe più del 75% del mercato statunitense della moda ultraveloce, sfruttando la posizione dominante sul mercato per imporre accordi esclusivi ai produttori di abbigliamento, impedendo loro di collaborare con Temu. Temu ha inoltre affermato che nel maggio 2023 Shein avrebbe imposto agli 8.338 produttori che forniscono o vendono sulla piattaforma, di firmare accordi di distribuzione esclusivi, impedendo loro di offrire i loro prodotti sulla piattaforma Temu o a venditori affiliati. Temu sostiene che i produttori collegati a Shein costituirebbero una parte sostanziale (stimata tra il 70% e l'80%) di tutti i commercianti che offrono prodotti di moda ultraveloce negli Stati Uniti: ciò porterebbe a prezzi più alti e meno opzioni per i consumatori, ostacolando la crescita del mercato della moda ultraveloce nella regione.
Nell'ottobre 2023, Shein e Temu hanno chiesto che le rispettive accuse fossero archiviate in Massachusetts e Illinois. Nessuna delle due società ha fornito ulteriori spiegazioni o ha chiarito se tale richiesta sia stata avanzata in seguito al raggiungimento di un accordo tra le due società.
Nel dicembre 2023, Temu ha citato in giudizio Shein, accusandola di aver interferito illegalmente con i propri fornitori.

## Modello di business
Temu consente ai venditori di vendere e spedire direttamente ai clienti senza dover fare affidamento su canali di distribuzione intermedi, rendendo i prodotti più convenienti. Alcuni venditori hanno affermato che Temu avrebbe chiesto loro di abbassare i prezzi, fino al punto di vendere gli articoli in perdita. Temu offre beni gratuiti ad alcuni utenti che invitano con successo nuovi utenti tramite codici di affiliazione, social media e ludicizzazione. Gli acquisti online su Temu possono essere effettuati utilizzando un browser Internet o tramite un'app mobile dedicata. Temu utilizza campagne pubblicitarie online su larga scala su Facebook e Instagram.
Inoltre, Temu sta ampliando le sue categorie di prodotti, includendo settori come mobili, alimentari, giocattoli e altri. La piattaforma ha avviato anche un'iniziativa per reclutare venditori locali al fine di arricchire l'assortimento e migliorare l'esperienza di acquisto per i consumatori globali.
L'azienda ha ottenuto popolarità tramite un'estesa attività pubblicitaria online (principalmente su app) e trasmettendo spot televisivi durante il 47º Super Bowl. Una ricerca di Sensor Tower ha rivelato che nell’ultimo trimestre del 2023 gli utenti di Temu hanno trascorso sull’app una media di 23 minuti a settimana, contro i 18 minuti di Amazon e i 22 minuti di eBay.

### Esperienze e opinioni dei consumatori
Le opinioni dei consumatori su Temu risultano eterogenee.
Una preoccupazione comune tra gli acquirenti di Temu è la bassa qualità dei prodotti, spesso attribuita ai venditori, che spedirebbero articoli scaduti od obsoleti. Gli utenti hanno spesso espresso preoccupazione anche in merito alle pubblicità ingannevoli dei prodotti.
Secondo Andrew Chow del Time, Temu inizierebbe ad essere nota per i pacchi non consegnati e il servizio clienti non efficiente. Oltre agli ordini mancati e alle discrepanze tra i prodotti, i clienti hanno citato Temu anche per addebiti misteriosi.
Sarah Perez ha scritto su TechCrunch in relazione alle campagne pubblicitarie di Temu: "Questi annunci sembrano funzionare per aumentare il numero di installazioni dell'app di Temu. Ma, analizzando le recensioni dell'app, si riscontrano reclami simili a quelli di Wish, inclusi elenchi truffaldini, articoli danneggiati, ordini rinviati o errati e mancanza di servizio clienti".
Nell’ottobre 2022, la filiale di Boston del Better Business Bureau ha aperto un fascicolo su Temu; al termine di quell'anno, avevano ricevuto 31 reclami da parte dei clienti in merito al servizio del sito web. A partire da gennaio 2024,  Better Business Bureau ha valutato Temu con un rating C+, sebbene la società non sia accreditata presso questo ente.
Un’indagine condotta dall’Istituto Piepoli nel 2024 ha mostrato una prospettiva differente: secondo il sondaggio, il 92% dei consumatori italiani ritiene che acquistare direttamente dai produttori consenta di risparmiare senza compromettere la qualità. Inoltre, l’86% degli intervistati ha dichiarato di acquistare su Temu almeno una volta al mese, indicando una crescente popolarità della piattaforma nel mercato italiano.
Alcuni utenti hanno anche riportato esperienze positive a livello individuale. A Belluno, un’imprenditrice ha avviato un’attività di traduzione grazie agli strumenti acquistati tramite Temu. A Perugia, una madre ha utilizzato la piattaforma per creare calendari dell’Avvento personalizzati per la sua famiglia. A livello internazionale, un appassionato di motori nel Regno Unito ha raccontato di aver costruito una replica personalizzata di una McLaren usando componenti ordinati su Temu, realizzando così un progetto personale a costi contenuti.

### Valutazioni e controlli sulla qualità
Temu collabora con organismi di test e certificazione, tra cui TÜV SÜD, TÜV Rheinland, SGS e Bureau Veritas, per il controllo della qualità e della sicurezza dei prodotti venduti sulla piattaforma. Nel marzo 2025, Stiftung Warentest, un'organizzazione tedesca di test sui consumatori, ha assegnato a Temu una valutazione complessiva "buona" per la gestione dei dati e l'esperienza di acquisto, evidenziando che i prodotti erano conformi alla descrizione e utilizzabili. Lo studio ha coinvolto sette piattaforme di e-commerce, tra cui Amazon, eBay, AliExpress, Fruugo, Wish e Banggood, analizzando la sicurezza dei prodotti, la protezione dei dati e l'affidabilità del servizio. Stiftung Warentest ha valutato positivamente anche il processo di restituzione della piattaforma, assegnandogli il punteggio più alto tra i marketplace analizzati.
Temu è stata inoltre certificata da Dekra, un ente di test tedesco, per la sicurezza informatica delle applicazioni mobili.

### Privacy dei dati
Nel maggio 2023, la Commissione per il Controllo Economico e della Sicurezza tra Stati Uniti e Cina (United States–China Economic and Security Review Commission) ha espresso preoccupazione in merito alla sicurezza dei dati personali degli utenti condivisi sulla piattaforma. La dichiarazione arriva dopo la sospensione di Pinduoduo da parte di Google Play, dopo che in alcune versioni (non disponibili nell'app store di Google) sono stati rinvenuti malware.
Due giorni dopo il rilascio di un aggiornamento atto a rimuovere il problema, Pinduoduo ha sciolto il team di ingegneri e product manager che avrebbero lavorato a quelle versioni.
Secondo una fonte della CNN, la maggior parte dei membri del team sarebbe stata trasferita presso diversi dipartimenti di Temu, mentre una parte degli ingegneri sarebbe rimasta a Pinduoduo.
Il 17 maggio 2023 Greg Gianforte, governatore dello stato americano del Montana, ha vietato l'utilizzo di Temu sui dispositivi governativi, insieme alle applicazioni ByteDance (tra cui rientra anche TikTok), WeChat e Telegram.
Secondo Politico, "Apple ha affermato che in precedenza l'azienda ha violato le proprie norme obbligatorie in tema di privacy, ingannando le persone in merito al trattamento dei loro dati."
Nel 2023 sono state intentate contro Temu diverse azioni legali collettive, con sede in Illinois e New York, ciascuna in merito alla gestione dei dati privati raccolti dalla piattaforma di e-commerce tramite account creati dagli utenti.
Dichiarazione ufficiale di Temu sulla privacy e protezione dei dati
Temu afferma di adottare rigorose misure di sicurezza per tutelare i dati personali degli utenti, conformandosi alle normative internazionali vigenti, incluso il Regolamento Generale sulla Protezione dei Dati (GDPR) dell’Unione Europea. La piattaforma garantisce che le informazioni raccolte siano utilizzate esclusivamente per finalità legittime e con il consenso esplicito degli utenti, assicurando trasparenza e controllo sul trattamento dei dati personali.

### Proprietà intellettuale
Spesso, i venditori di Temu sono accusati di violazione dei diritti di proprietà intellettuale. Sono stati segnalati anche casi di furto di design.
Per contrastare questi problemi, Temu ha avviato una collaborazione con l’International AntiCounterfeiting Coalition (IACC), impegnandosi in iniziative congiunte volte a combattere la contraffazione e a tutelare i diritti di proprietà intellettuale.